# Gunung Beudari
Gunung Beudari är ett berg i Indonesien.   Det ligger i provinsen Aceh, i den västra delen av landet, 1 600 km nordväst om huvudstaden Jakarta. Toppen på Gunung Beudari är 355 meter över havet.
Terrängen runt Gunung Beudari är kuperad åt sydväst, men åt nordost är den platt.  Trakten runt Gunung Beudari är nära nog obefolkad, med mindre än två invånare per kvadratkilometer. I omgivningarna runt Gunung Beudari växer i huvudsak städsegrön lövskog.